# Amphimoea walkeri
Amphimoea walkeri este o specie de molie din familia Sphingidae. Este întâlnită din Mexic până mai la sud, în Argentina.

## Descriere
Anvergura este de 147–164 mm. Adulții zboară tot anul.

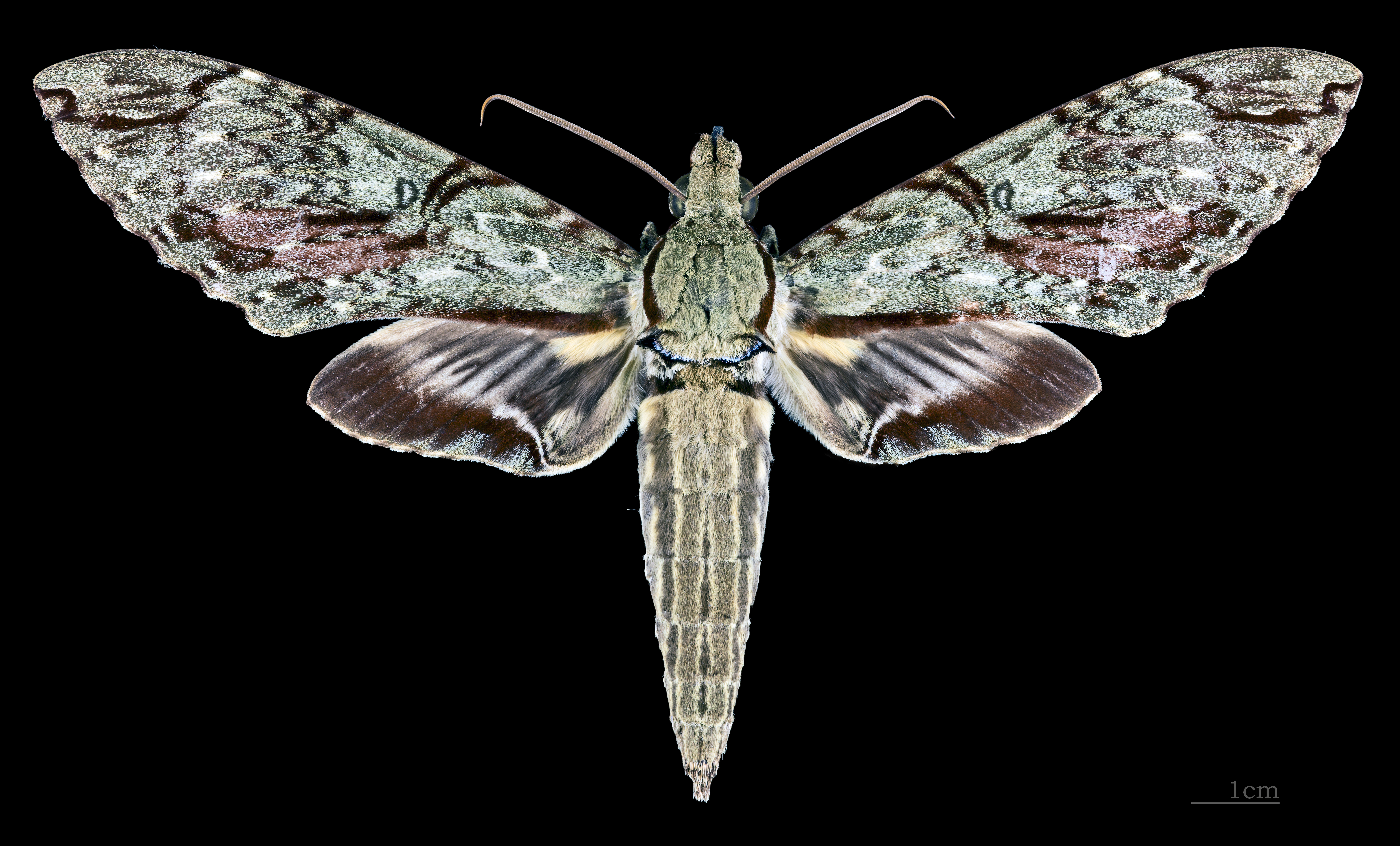
Amphimoea walkeri ♂
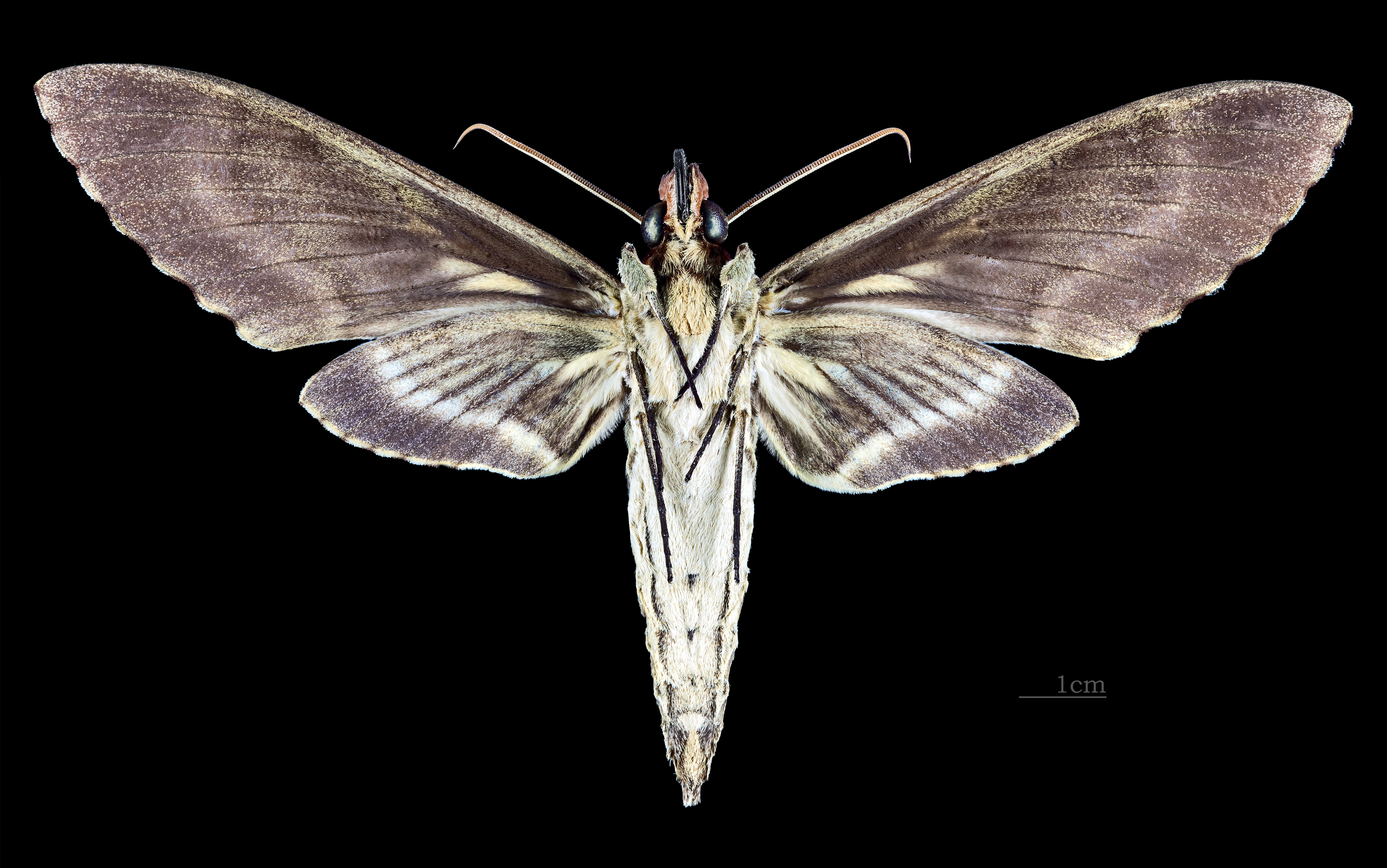
Amphimoea walkeri ♂  △
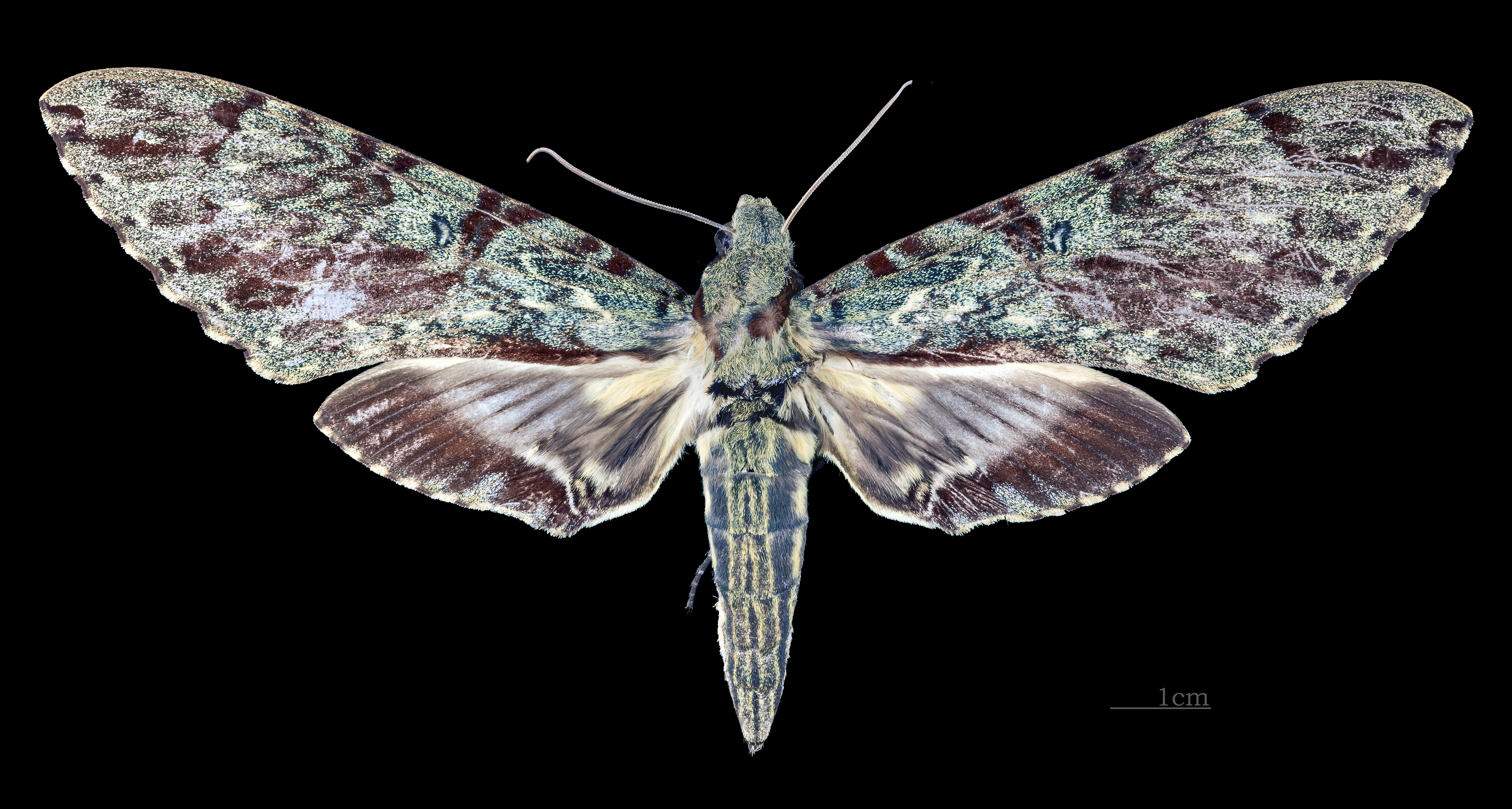
Amphimoea walkeri ♀
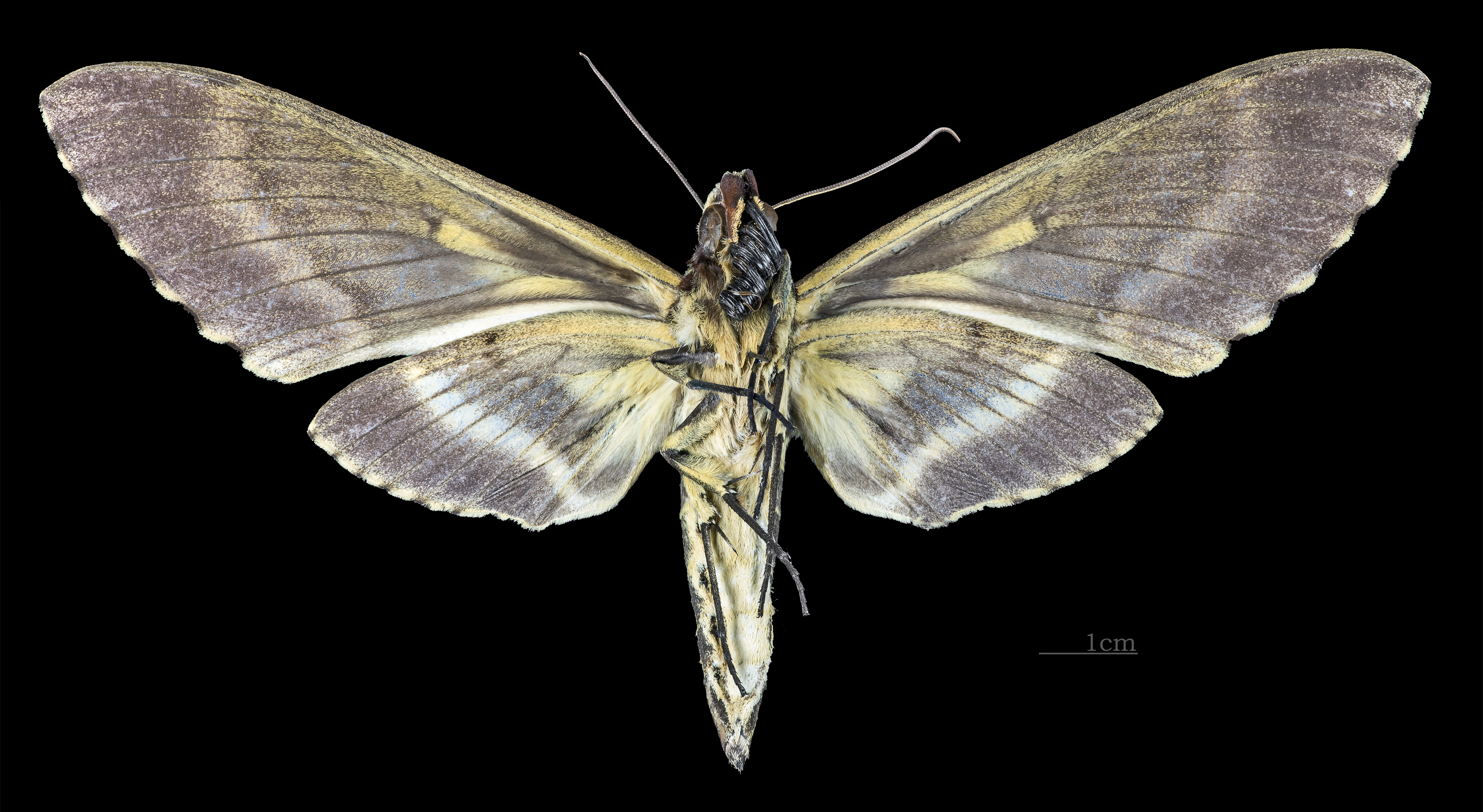
Amphimoea walkeri ♀ △

Larvele au ca principală sursă de hrană specia Anaxagorea crassipetala.